# 莫塔马湾
莫塔马湾（英語：Gulf of Mottama）或马达班湾（英語：Gulf of Martaban）是缅甸南部安达曼海的一个分支。 海湾以港口城市莫塔马（以前称为马达班）命名。锡当河、萨尔温江和仰光河流入其中。

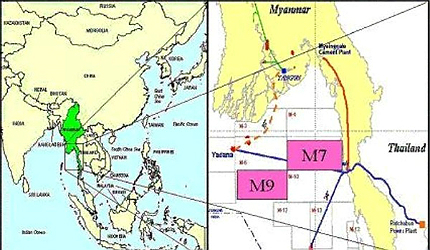
莫塔马湾地图

莫塔马湾的一个特征是它以潮汐为主的海岸线。 潮汐的范围在4-7米之间，在莫塔马湾西部的象角点，潮汐范围最大。

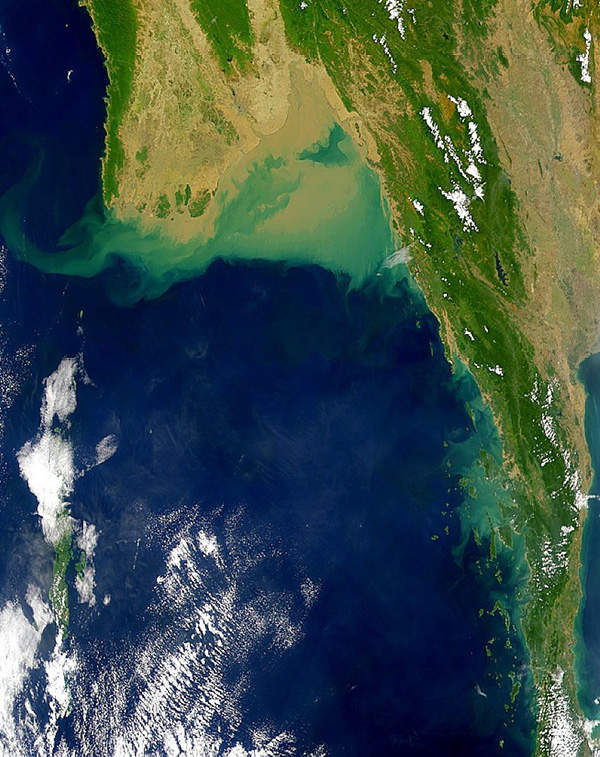
莫塔马湾的卫星图像

在潮汐范围内，当潮汐范围约为6.6米时，混浊带覆盖了超过45000平方公里的区域，使其成为世界海洋中最大的常年浑浊带之一。 在小潮期间，潮汐范围为2.98米，高度混浊的区域覆盖范围降至15000平方公里。 高度混浊区的边缘与每个潮汐周期的来回移动将近150公里。
该海湾是各种物种的栖息地，其中艾氏鲸在海域中得到了科学的认可。
2008年，该地区被发现富含石油矿床。自2014年以来，它一直是“Zawtika开发项目”下的石油勘探地点，该项目是美国、英国、法国、中国、泰国、印度尼西亚（PT Gunanusa公司）和印度石油、建筑公司在M7、M9和M11区块中探索石油的国际财团。

16°31′15″N 97°00′45″E / 16.52083°N 97.01250°E